# Blitz du Giro 2001
Pour les articles homonymes, voir Blitz (homonymie).
Le Blitz du Giro 2001 (dit aussi « blitz de San Remo ») est une opération de police liée au dopage qui  touche le cyclisme professionnel dans les années 1990 et 2000, trois ans après l'affaire Festina sur le Tour de France 1998.

## Historique
Le 6 juin 2001, des centaines de policiers italiens effectuent une perquisition surprise aux hôtels des vingt équipes cyclistes participantes, créant la panique parmi les coureurs, à trois jours de l'arrivée du Tour d'Italie. À l'issue de l'opération, des produits interdits sont retrouvés en possession de coureurs et de leur encadrement. Au matin, les coureurs cyclistes refusent de repartir pour l'étape qui doit les mener à Sant'Anna di Vinadio. Les négociations se poursuivent durant des heures et cette étape est finalement annulée,. 
Les coureurs de l'équipe française Bonjour sont les seuls à proposer de faire l'étape. Le lendemain, l'équipe est victime du vol de l'entièreté de ses vélos, ce qui oblige deux de ses trois derniers coureurs, mal à l'aise sur les vélos de remplacement, à abandonner,. Elle est par ailleurs l'une des deux seules équipes à être blanchie par la police italienne. 
22 personnes sont renvoyées devant le tribunal et des condamnations sont prononcées à l'encontre de plusieurs coureurs parmi lesquels Dario Frigo, Giuseppe Di Grande, Alberto Elli et Romano Demenico,.